# Hyphantrophaga sellersi
Hyphantrophaga sellersi là một loài ruồi trong họ Tachinidae.